# Грчка на Светском првенству у атлетици у дворани 2018.
Грчка је на 17. Светском првенству у атлетици у дворани 2018. одржаном у Бирмингему од 1. до 4. марта учествовала седамнаести пут, односно учествовала је на свим првенствима до данас. Репрезентација Грчке имала је 9 учесника (4 мушкарца и 5 жена), који су се такмичили у 8 дисциплина (3 мушке и 5 женских).,
На овом првенству Грчка је по броју освојених медаља делила 24. место са 1 бронзаном медаљом.
У табели успешности према броју и пласману такмичара који су учествовали у финалним такмичењима (првих 8 такмичара) Грчка је са 4 учесника у финалу делила 14. место са 15 бодова.
| Плас. | Земља | 1. место | 2. место | 3. место | 4. место | 5. место | 6. место | 7. место | 8. место | Бр. финал. | Бод. |
| ----- | ----- | -------- | -------- | -------- | -------- | -------- | -------- | -------- | -------- | ---------- | ---- |
| =14.  | Грчка | 0        | 0        | 1        | 0        | 1        | 1        | 1        | 0        | 4          | 15   |

## Учесници
| Мушкарци: - Костадинос Дувалидис — 60 м препоне - Костадинос Филипидис — Скок мотком - Емануил Каралис — Скок мотком - Милтијадис Тентоглу — Скок удаљ | Жене: - Рафаилиа Спаноудаки-Хатзирига — 60 м - Марија Белимпасаки — 400 м - Елисавет Песириду — 60 м препоне - Катерина Стефаниди — Скок мотком - Параскеви Папахристу — Троскок |  |

## Освајачи медаља (1)

### Бронза (1)
- Катерина Стефаниди — Скок мотком

## Резултати

### Мушкарци
| Атлетичар            | Дисциплина   | Лични рекорд | Квалификације       | Квалификације | Полуфинале  | Полуфинале | Финале               | Финале       | Детаљи |
| Атлетичар            | Дисциплина   | Лични рекорд | Резултат            | Место         | Резултат    | Место      | Резултат             | Место        | Детаљи |
| -------------------- | ------------ | ------------ | ------------------- | ------------- | ----------- | ---------- | -------------------- | ------------ | ------ |
| Костадинос Дувалидис | 60 м препоне | 7,60 НР      | 7,66 (.659) КВ, ЛРС | 3. у гр. 4    | 7,68 (.679) | 6. у гр. 2 | Није се квалификовао | 14 / 37 (38) |        |
| Костадинос Филипидис | Скок мотком  | 5,85 НР      |                     |               |             |            | 5,70                 | 7 / 15       |        |
| Емануил Каралис      | Скок мотком  | 5,78         | 5,80 ЛР             | 5 / 15        |             |            |                      |              |        |
| Милтијадис Тентоглу  | Скок удаљ    | 7,95         | 7,82                | 9 / 15        |             |            |                      |              |        |

### Жене
| Атлетичарка                   | Дисциплина   | Лични рекорд | Квалификације      | Квалификације      | Полуфинале            | Полуфинале            | Финале                | Финале                | Детаљи |
| Атлетичарка                   | Дисциплина   | Лични рекорд | Резултат           | Место              | Резултат              | Место                 | Резултат              | Место                 | Детаљи |
| ----------------------------- | ------------ | ------------ | ------------------ | ------------------ | --------------------- | --------------------- | --------------------- | --------------------- | ------ |
| Рафаилиа Спаноудаки-Хатзирига | 60 м         | 7,29         | 7,40               | 6. у гр. 5         | Није се квалификовала | Није се квалификовала | Није се квалификовала | 35 / 47               |        |
| Марија Белимпасаки            | 400 м        | 52,28        | 52,27 КВ, ЛР       | 2. у гр. 1         | Дисквалификована      | Дисквалификована      | Није се квалификовала | Није се квалификовала |        |
| Елисавет Песириду             | 60 м препоне | 8,04         | Није завршила трку | Није завршила трку | Није се квалификовала | Није се квалификовала | Није се квалификовала | Није се квалификовала |        |
| Катерина Стефаниди            | Скок мотком  | 4,90 НР      |                    |                    |                       |                       | 4,80                  |                       |        |
| Параскеви Папахристу          | Троскок      | 14,47        | 14,05              | 6 / 17             |                       |                       |                       |                       |        |